# Les Matins de Dexter
 (juin 2020).
Si vous disposez d'ouvrages ou d'articles de référence ou si vous connaissez des sites web de qualité traitant du thème abordé ici, merci de compléter l'article en donnant les références utiles à sa vérifiabilité et en les liant à la section « Notes et références ».
Les Matins de Dexter était une émission de télévision française matinale pour la jeunesse diffusée sur Cartoon Network du 3 septembre 2001 au 27 juin 2003 sur Cartoon Network et présentée par Dexter du Laboratoire de Dexter.

## Diffusion
L'émission était diffusée tous les matins de classe dès 6h45. Elle était ensuite suivie dès 8h55 par Boomerang pour les plus petits qui n'allaient pas encore à l'école et où ils pouvaient retrouver des classiques comme Boule et Bill, Calimero, Wally Gator.

## Principe
L'émission permettait aux plus jeunes de regarder la télévision avant l'école.
Dans l'esprit de dérision qui lui est propre, Cartoon Network refuse de cautionner l'abêtissement en vogue de la jeunesse. Ainsi, l'émission proposait chaque matin le Premier Reality Show Animé !. Reprenant les concepts de l'émission Loft Story diffusée sur M6, des caméras avaient en effet été placées chez Dexter pour guetter sa préparation matinale, du petit-déjeuner à la douche. Le tout était accompagné de dessins animés.
Comme les regrettés Minikeums après leur disparition le 1er avril 2002, véritables Guignols de l'info en culottes courtes de France 3, cette émission a su peut-être réveiller l'esprit critique de nos bambins.

## Programmation
- Le Laboratoire de Dexter
- Tom et Jerry
- Time Squad, la patrouille du temps
- Johnny Bravo
- Les Supers Nanas
- Courage, le chien froussard
- Ed, Edd & Eddy
- Cléo et Chico
- Monsieur Belette